# 沃格尔陨石坑 (月球)
沃格尔陨石坑(Vogel)是位于月球正面中部赤道区的一座大撞击坑，其名称取自德国天文学家赫尔曼·卡尔·福格尔(1841年-1907年)，1935年被国际天文学联合会批准接受。

## 描述

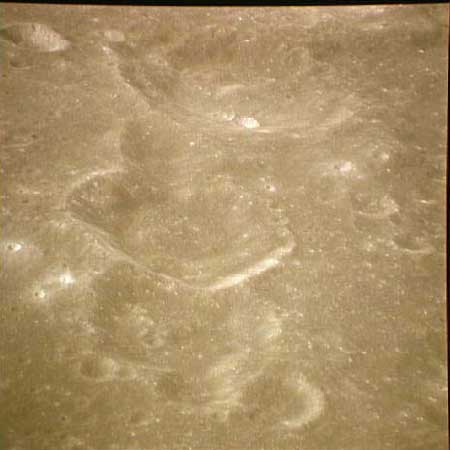
阿波罗16号拍摄，下为北，中间是沃格尔陨石坑，上部为阿格兰德陨石坑。

该陨坑西侧毗邻帕罗特环形山、北面靠近阿尔巴塔尼环形山、伯纳姆陨石坑位于它的东北、西南则是阿格兰德陨石坑
。该陨坑中心月面坐标为15°07′S 5°50′E / 15.11°S 5.83°E，直径26.3公里，深度约2.4公里。
沃格尔陨石坑外观接近圆状，南、北二端均被更小的陨坑遮断，坑壁相对完整，未有明显的磨损。该陨坑与南面的阿格兰德陨石坑和艾里陨石坑，以及北面的卫星坑"沃格尔 B"和"沃格尔 A"一起组成了一串短链坑。陨坑南侧壁附靠了一对小陨坑，北侧壁覆盖了卫星坑"沃格尔 B"，而"沃格尔 A"又部分坐落在"沃格尔 B"之上。沃格尔坑坑壁平均高出周边地形870米，内部容积约440公里³。坑内地表相对平坦，坑底中心矗立着一座高约500米的中央峰。

## 卫星陨石坑
按惯例，最靠近沃格尔陨石坑的卫星坑将在月图上以字母标注在它的中心点旁边。

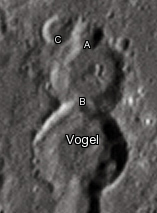
周边卫星坑图

| 沃格尔 | 纬度    | 经度   | 直径    |
| ------ | ------- | ------ | ------- |
| A      | 14.1° S | 5.6° E | 9 公里  |
| B      | 14.4° S | 5.7° E | 22 公里 |
| C      | 14.1° S | 5.3° E | 10 公里 |

## 另请参阅
- Andersson, L. E.; Whitaker, E. A. . NASA RP-1097. 1982.
- Blue, Jennifer. . USGS. July 25, 2007  [2007-08-05]. （原始内容存档于2013-02-13）.
- Bussey, B.; Spudis, P. . New York: Cambridge University Press. 2004. ISBN 978-0-521-81528-4.
- Cocks, Elijah E.; Cocks, Josiah C. . Tudor Publishers. 1995. ISBN 978-0-936389-27-1.
- McDowell, Jonathan. . Jonathan's Space Report. July 15, 2007  [2007-10-24]. （原始内容存档于2012-05-26）.
- Menzel, D. H.; Minnaert, M.; Levin, B.; Dollfus, A.; Bell, B. . Space Science Reviews. 1971, 12 (2): 136–186. Bibcode:1971SSRv...12..136M. doi:10.1007/BF00171763.
- Moore, Patrick. . Sterling Publishing Co. 2001. ISBN 978-0-304-35469-6.
- Price, Fred W. . Cambridge University Press. 1988. ISBN 978-0-521-33500-3.
- Rükl, Antonín. . Kalmbach Books. 1990. ISBN 978-0-913135-17-4.
- Webb, Rev. T. W.  6th revised. Dover. 1962. ISBN 978-0-486-20917-3.
- Whitaker, Ewen A. . Cambridge University Press. 1999. ISBN 978-0-521-62248-6.
- Wlasuk, Peter T. . Springer. 2000. ISBN 978-1-85233-193-1.